# تیم رالی جهانی سوزوکی
تیم رالی جهانی سوزوکی (انگلیسی: Suzuki World Rally Team) یک تیم اتوموبیل‌رانی در مسابقات رالی قهرمانی جهان است، این تیم که زیرمجموعه شرکت سوزوکی است.

## نگارخانه

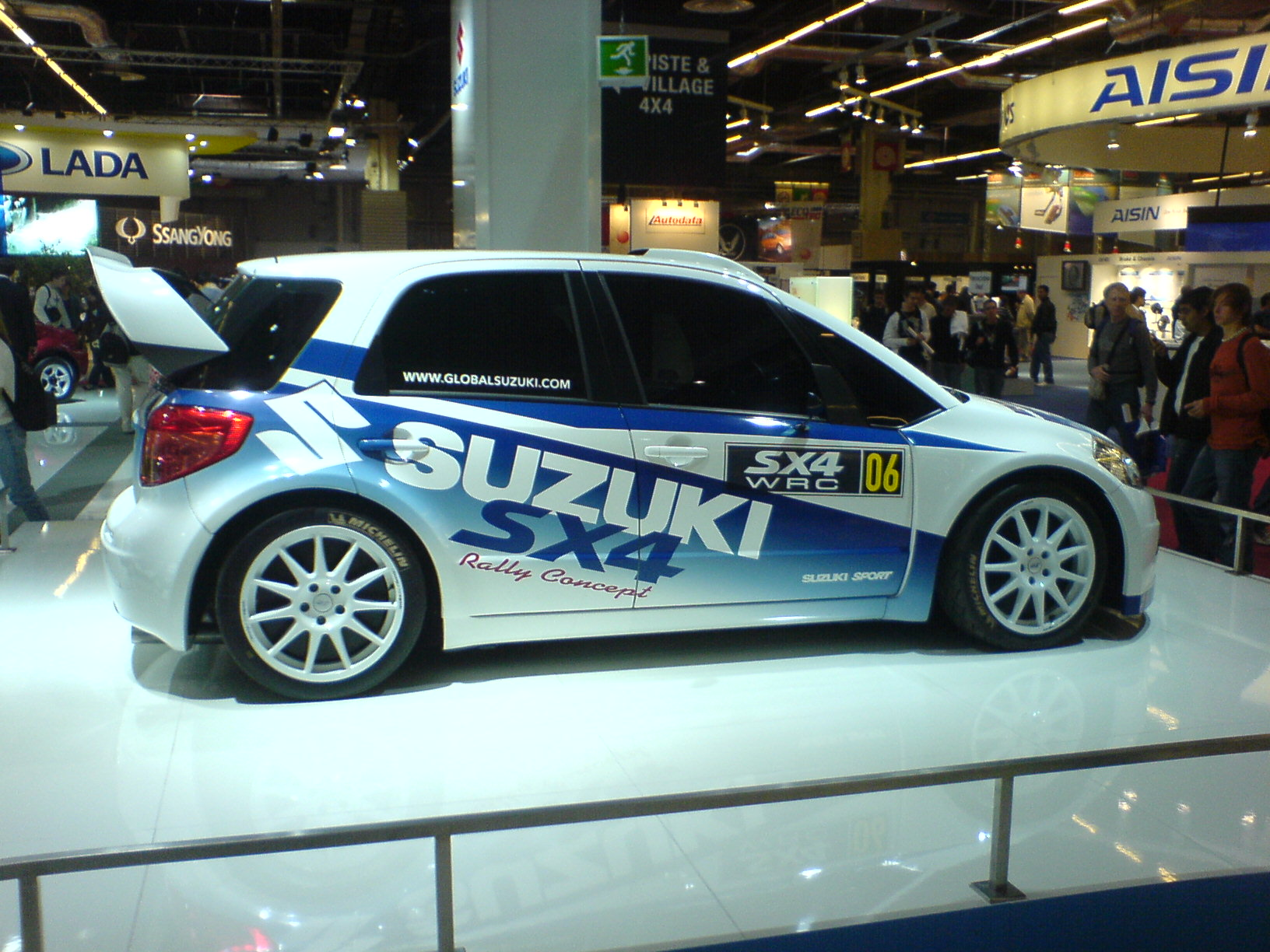
SX4 WRC in Paris in 2006.
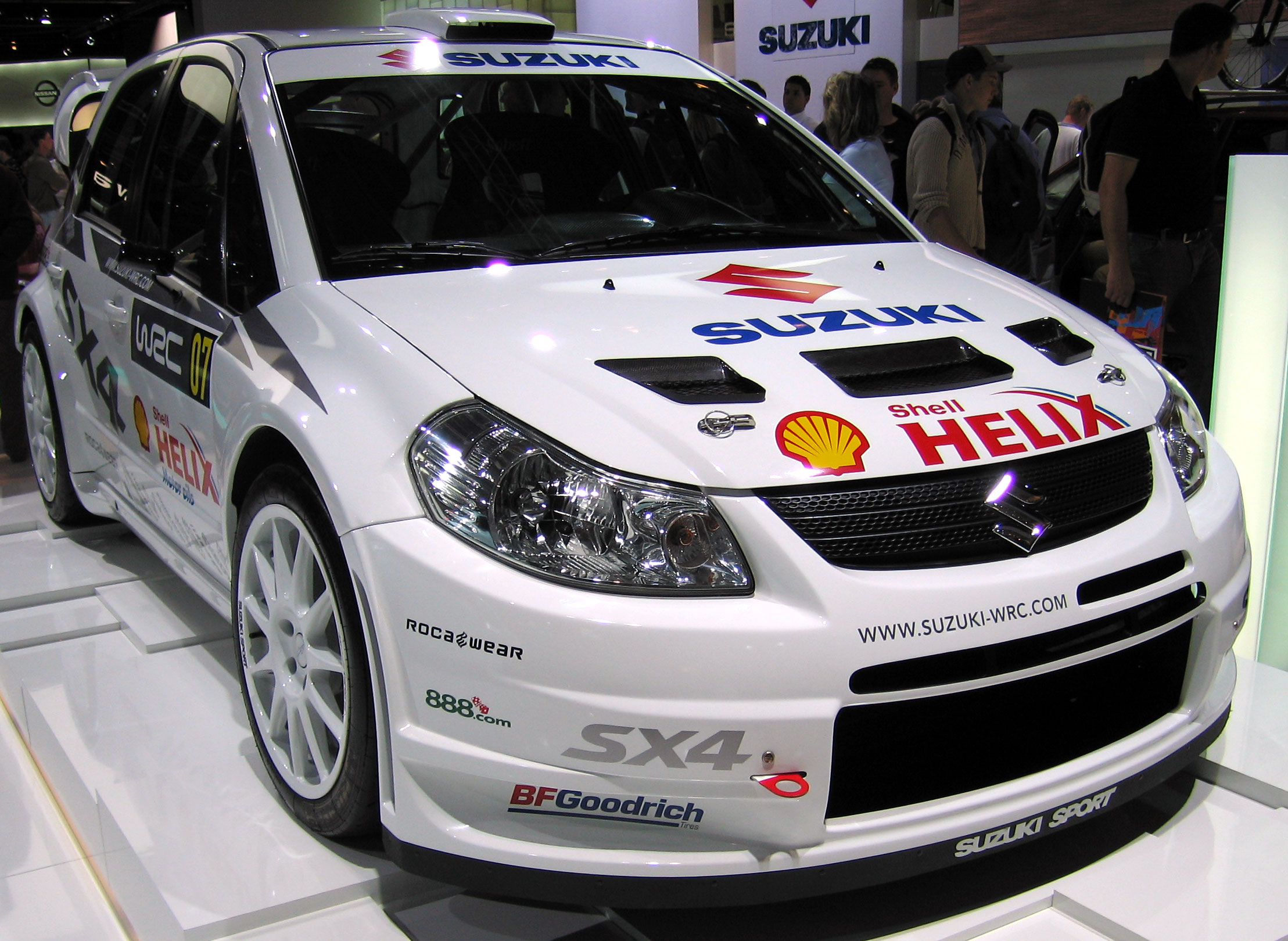
SX4 WRC at the 2007 نمایشگاه بین‌المللی خودروی آلمان.
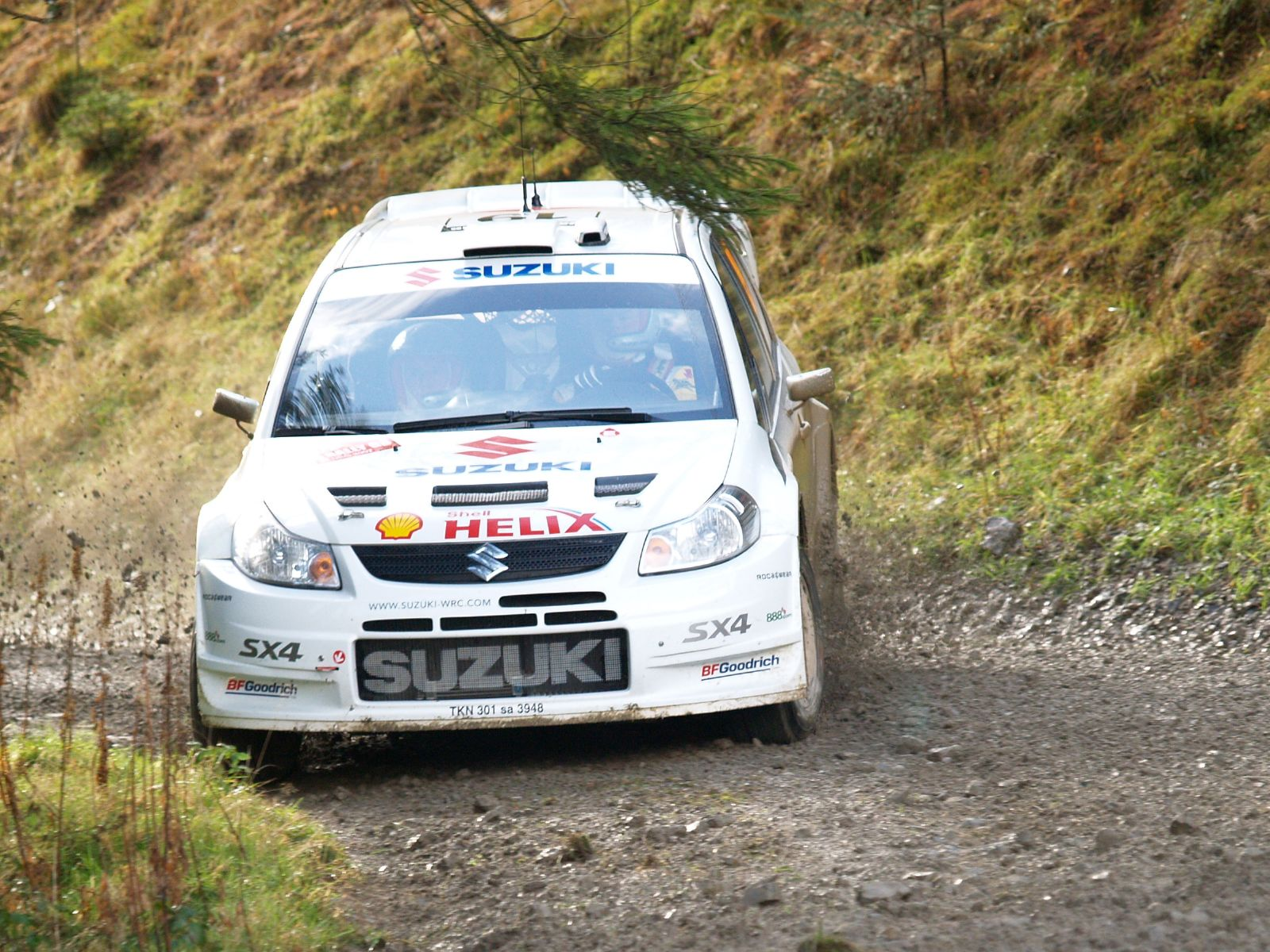
Sebastian Lindholm at the 2007 Wales Rally GB.
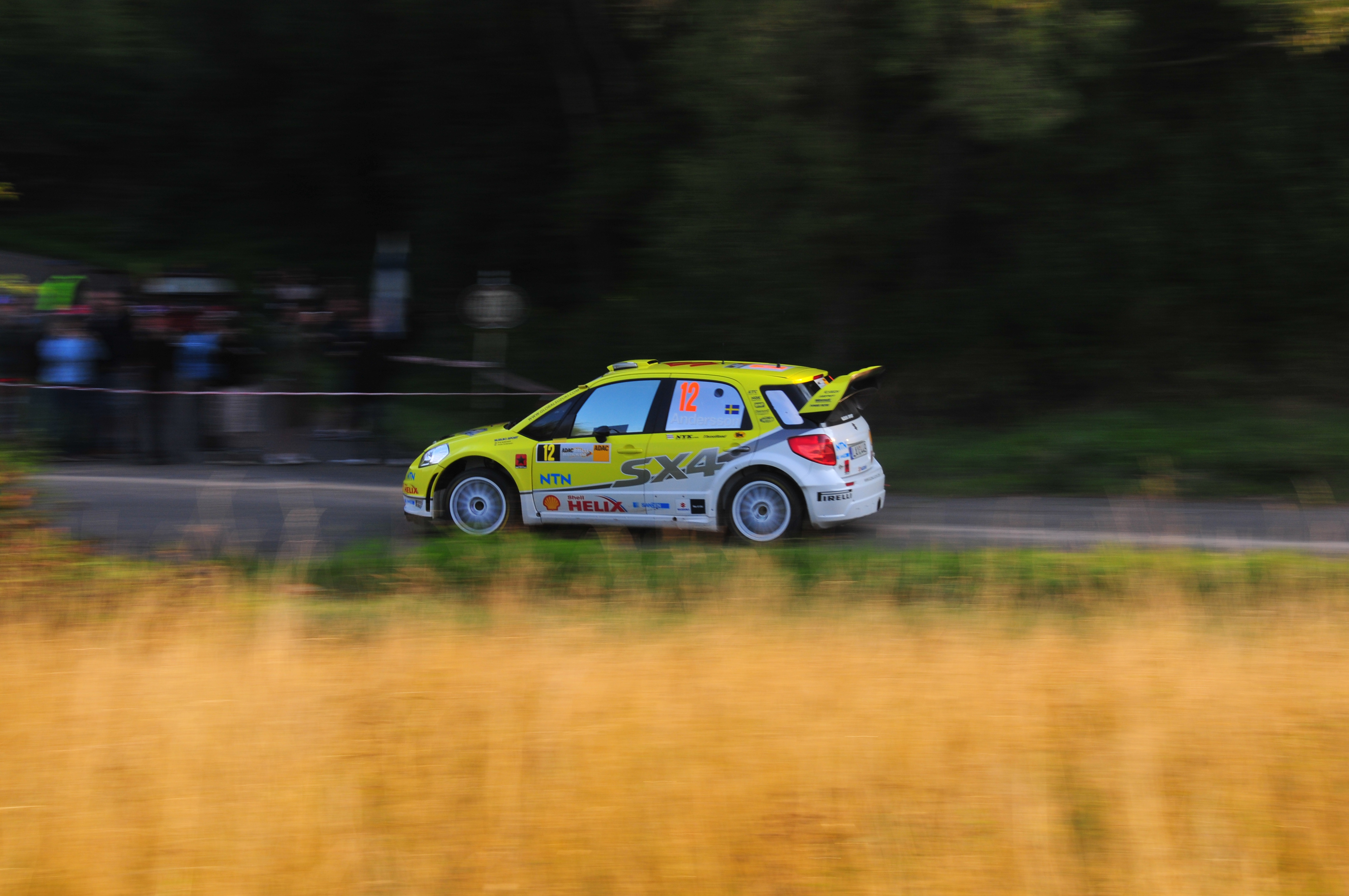
PG Andersson at the 2008 Rallye Deutschland.
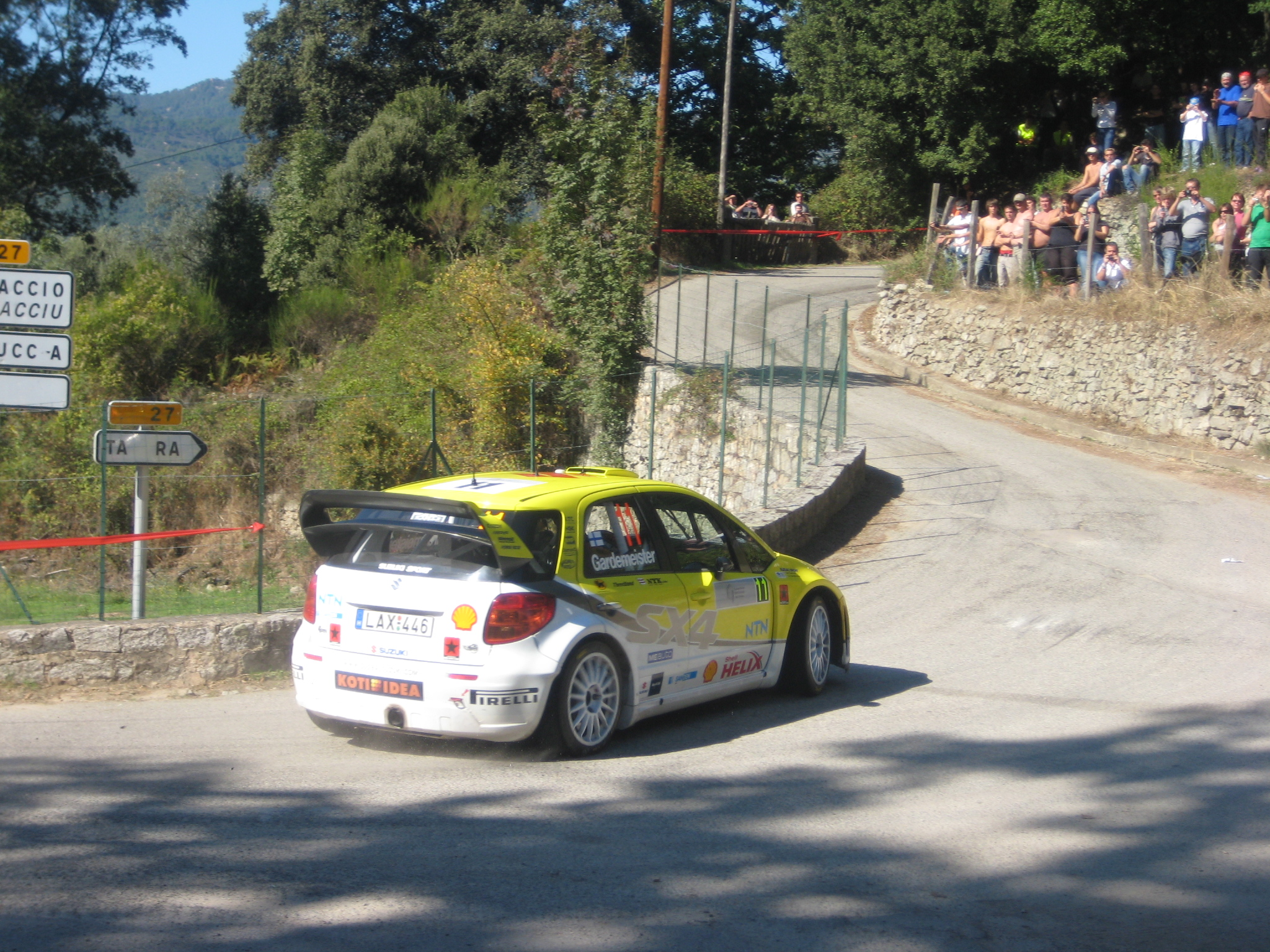
Toni Gardemeister at the 2008 Tour de Corse